# 物部薬
物部 薬（もののべ の くすり）は、飛鳥時代の人物。位階は追大弐。

## 記録
伊予国風早郡（現在の愛媛県北条市）の人。
『日本書紀』巻第三十によると、持統天皇10年4月（684年）、壬生諸石（みぶ の もろし）とともに追大弐の位階を授けられ、
これによって、長期間にわたる唐での抑留生活の苦しみをねぎらわれたという。姓を有していないため、庶人ではあるが、物部に属して軍事や刑罰に携わっており、百済の戦役で捕虜になったものと思われる。